# نورمن فاکینگ راکول (ترانه)
«نورمن فاکینگ راک‌ول» (به انگلیسی: Norman Fucking Rockwell) ترانه‌ای از لانا دل ری خواننده و ترانه‌نویس آمریکایی برای ششمین آلبوم استودیویی‌اش به همین نام (۲۰۱۹) است. این قطعه توسط دل ری و جک آنتونوف سرایش و تهیه شده‌است. این ترانه در ۱ نوامبر ۲۰۱۹ به‌عنوان ششمین تک‌آهنگ آلبوم، به رادیوهای مسیر اصلی بریتانیا ارسال شد.
این اثر در شصت و دومین مراسم جایزه گرمی برای دریافت جایزه ترانه سال نامزد شده‌بود.

## جایزه‌ها و نامزدی‌ها
| سال  | سازمان        | جایزه     | نتیجه    | منا.  |
| ---- | ------------- | --------- | -------- | ----- |
| ۲۰۲۰ | جایزه‌های گرمی | ترانه سال | نامزدشده | [ ۳ ] |